# Pieter Heertjes
Pieter Martinus Heertjes (Monnickendam, 18 december 1907 - Delft, 7 mei 1983) was een Nederlands hoogleraar, politicus en verzetsstrijder.
Heertjes groeide op in Nederlands-Indië en studeerde scheikunde aan de Technische Hogeschool Delft waar hij aansluitend ook werkzaam was en promoveerde in 1938 bij Hein Waterman op het proefschrift Dichtheidsmetingen van vezels en enkele toepassingen hiervan.
Aan het einde van de Tweede Wereldoorlog was hij onder de naam Reijnders actief als gewestelijk commandant van de Binnenlandse Strijdkrachten. Namens het verzet werd hij benoemd in het Nood-parlement als onafhankelijk lid. Hij sloot zich in 1946 aan bij de PvdA.
Vanaf 1947 tot 1978 was hij hoogleraar chemische technologie in Delft. Hij huwde in 1935 en had twee zonen en twee dochters.
- Biografisch Portaal: 40341220
- Parlement.com: vg09ll1jzjzj